# Krzysztof Wiłkomirski
Krzysztof Wiłkomirski (Varsovia, 18 de septiembre de 1980) es un deportista polaco que compitió en judo. Ganó una medalla de bronce en el Campeonato Mundial de Judo de 2001 y una medalla de bronce en el Campeonato Europeo de Judo de 2003.

## Palmarés internacional
| Campeonato Mundial | Campeonato Mundial    | Campeonato Mundial | Campeonato Mundial |
| Año                | Lugar                 | Medalla            | Categoría          |
| ------------------ | --------------------- | ------------------ | ------------------ |
| 2001               | Múnich (Alemania)     | Medalla de bronce  | –73 kg             |
| Campeonato Europeo |                       |                    |                    |
| Año                | Lugar                 | Medalla            | Categoría          |
| 2003               | Düsseldorf (Alemania) | Medalla de bronce  | –73 kg             |